# Centrodera spurca
Centrodera spurca är en skalbaggsart som först beskrevs av Leconte 1857.  Centrodera spurca ingår i släktet Centrodera och familjen långhorningar. Inga underarter finns listade.